# 宝持院 (葛飾区)
宝持院（ほうじいん）は、東京都葛飾区にある真言宗豊山派の寺院。新四国四箇領八十八箇所霊場第14番札所。

## 概要
1145年（天養2年）、弁証によって開山された。
その後、1538年（天文7年）の国府台合戦の戦火により廃寺化したが、1611年（慶長16年）になり春盛によって中興された。
江戸時代の境内は今よりも広く、30余りの末寺を有した大寺院であった。

## 墓所
- 松浦信正（旗本）

長崎奉行在任中の用行組事件に関連し失脚した。

## 交通アクセス
- 亀有駅より徒歩15分（経路案内）。